# آدام هلوشک
آدام هلوشک (چکی: Adam Hloušek؛ زادهٔ ۲۰ دسامبر ۱۹۸۸) بازیکن فوتبال اهل جمهوری چک است که در پست هافبک و مدافع بازی می‌کند.
از باشگاه‌هایی که در آن بازی کرده‌است می‌توان به باشگاه فوتبال لگیا ورشو، باشگاه فوتبال اسلاویا پراگ، باشگاه فوتبال کایزرسلاوترن، باشگاه فوتبال باومیت یابلونتس، باشگاه فوتبال نورنبرگ، و باشگاه فوتبال اشتوتگارت اشاره کرد.
وی همچنین در تیم‌های ملی فوتبال زیر ۲۱ سال جمهوری چک، و جمهوری چک بازی کرده‌است.